# Czerwona Rewolucja
Czerwona rewolucja – polski film sensacyjno-przygodowy z 1998 r. w reżyserii Piotra Krzywca.
Akcja „Czerwonej Rewolucji” rozgrywa się w przededniu wyborów prezydenckich w Polsce.
Produkcja filmu prowadzona była poza oficjalnymi strukturami telewizji. Realizatorzy zrezygnowali też, ze względów finansowych, z profesjonalnego sprzętu. Jeszcze w trakcie montażu, w wyniku serii zatargów z kręgami oficjalnymi oraz władzą lokalną przedsięwzięcie wstrzymano. Przez 6 lat publicznie prezentowano film wyłącznie na imprezach filmowych, w pierwszej surowej wersji montażowej, m.in. poza konkursem na Festiwalu Filmów Fabularnych w Gdyni w 1998 r. Recenzent miesięcznika Kino tak pisał o filmie: „Film Czerwona Rewolucja – jest być może jedynym filmem off-festiwalu, o którym można powiedzieć bez żadnych wątpliwości: autentyczny underground.”. O Piotrze Krzywcu i filmie "Czerwona rewolucja" opowiada Michał Krot w pełnometrażowym filmie dokumentalnym z 1998 pt. "Hollywood Białystok", odkrywającym fenomen białostockiego kina lat 90. Dokument ten jest dostępny na yt. Autor filmu Piotr Krzywiec jest wymieniany pośród najciekawszych "Ludzi Podlasia" Województwa Podlaskiego.
- Scenariusz i reżyseria: Piotr Krzywiec
- Gatunek: sensacyjno-przygodowy, political-fiction
- Produkcja: 1998

## Obsada
- Andrzej Zaborski – senator Engels Komuchowicz
- Jacek Porzeziński – kapitan Kuklinowski
- Arnold Toczyski – redaktor TV
- Artur Gwacki – płatny zabójca
- Jarosław M. Papaj – płatny zabójca
- Katarzyna Skreczko – Marta Kowalska
- Andrzej Korkuz – kurier z Moskwy
- Jan Kamiński – dr Kruger
- Piotr Krzywiec – Patryk Otyński

## Treść
Lewicowy senator Engels Komuchowicz [w tej roli aktor charakterystyczny Andrzej Beya-Zaborski – m.in. komendant z filmu „U Pana Boga za piecem”] zamieszany w morderstwo musi zlikwidować świadka, który może przeszkodzić mu w usadowieniu się w prezydenckim fotelu.